# Trema
| ◌¨                         | ◌¨                   |
| Diakritische Zeichen       | Diakritische Zeichen |
| Bezeichnung                | Zeichen              |
| -------------------------- | -------------------- |
| Akut, einfach              | ◌́                    |
| Akut, doppelt              | ◌̋                    |
| Breve, darüber             | ◌̆                    |
| Breve, darunter            | ◌̮                    |
| Cedille, darunter          | ◌̧                    |
| Cedille, darüber           | ◌̒                    |
| Gravis, einfach            | ◌̀                    |
| Gravis, doppelt            | ◌̏                    |
| Haken                      | ◌̉                    |
| Hatschek                   | ◌̌                    |
| Horn                       | ◌̛                    |
| Komma, darunter            | ◌̦                    |
| Koronis                    | ◌̓                    |
| Makron, darüber            | ◌̄                    |
| Makron, darunter           | ◌̱                    |
| Mittelpunkt                | ·                    |
| Ogonek                     | ◌̨                    |
| Punkt, darüber             | ◌̇                    |
| Punkt, darunter            | ◌̣                    |
| Querstrich                 | ◌̶                    |
| Ring, darüber              | ◌̊                    |
| Ring, darunter             | ◌̥                    |
| diakritischer Schrägstrich | ◌̷                    |
| Spiritus asper             | ◌̔                    |
| Spiritus lenis             | ◌̓                    |
| Tilde, darüber             | ◌̃                    |
| Tilde, darunter            | ◌̰                    |
| Trema, darüber             | ◌̈                    |
| Trema, darunter            | ◌̤                    |
| Zirkumflex                 | ◌̂                    |

Das Trema (altgriechisch τρῆμα trêma, deutsch ‚Bohrloch, Punkt [des Würfels]‘; Plural: Tremas oder Tremata nach griechisch τρήματα trémata), auch Zweipunktakzent, ist ein diakritisches Zeichen in Form zweier horizontal angeordneter Punkte über oder unter einem Buchstaben. Das Zeichen wird in den Orthographien verschiedener Sprachen unterschiedlich verwendet. Allgemein hat es zumeist die phonetische Funktion, eine veränderte Aussprache anzuzeigen. Im engeren Sinne bezeichnet Trema auch dessen Funktion als Trennungszeichen zur Kennzeichnung einer Diärese.
Umgekehrt wird das Trema oft Diärese genannt.
In einigen Alphabeten ist das Tremazeichen typografisch fester Bestandteil von eigenständigen Buchstaben. So markieren im Deutschen die Umlautpunkte über den Vokalbuchstaben ‹a›, ‹o› und ‹u› eine vom Basisvokal abweichende, vordere Aussprache – den Umlaut. Die Sprachwissenschaft ordnet die Umlautbuchstaben ‹ä›, ‹ö› und ‹ü› dabei als komplexe Grapheme ein, die formal aus einem Basisvokalbuchstaben plus einem Trema aufgebaut sind. Sprachhistorisch erklärt sich die Herkunft dieser Buchstaben daher, dass ein über den Vokal gestelltes ‹e› aus schreibökonomischen Gründen zu zwei Punkten reduziert wurde.
Im Internationalen Phonetischen Alphabet zeigt das Trema die zentralisierte Aussprache an (IPA-Nummer 415).

## Verwendung in verschiedenen Sprachen und Schriften

### Kennzeichnung von Vokalen im Lautzusammenhang

Beispiel eines Tremas auf e und i. Die verwendete Schriftart ist Garamond.

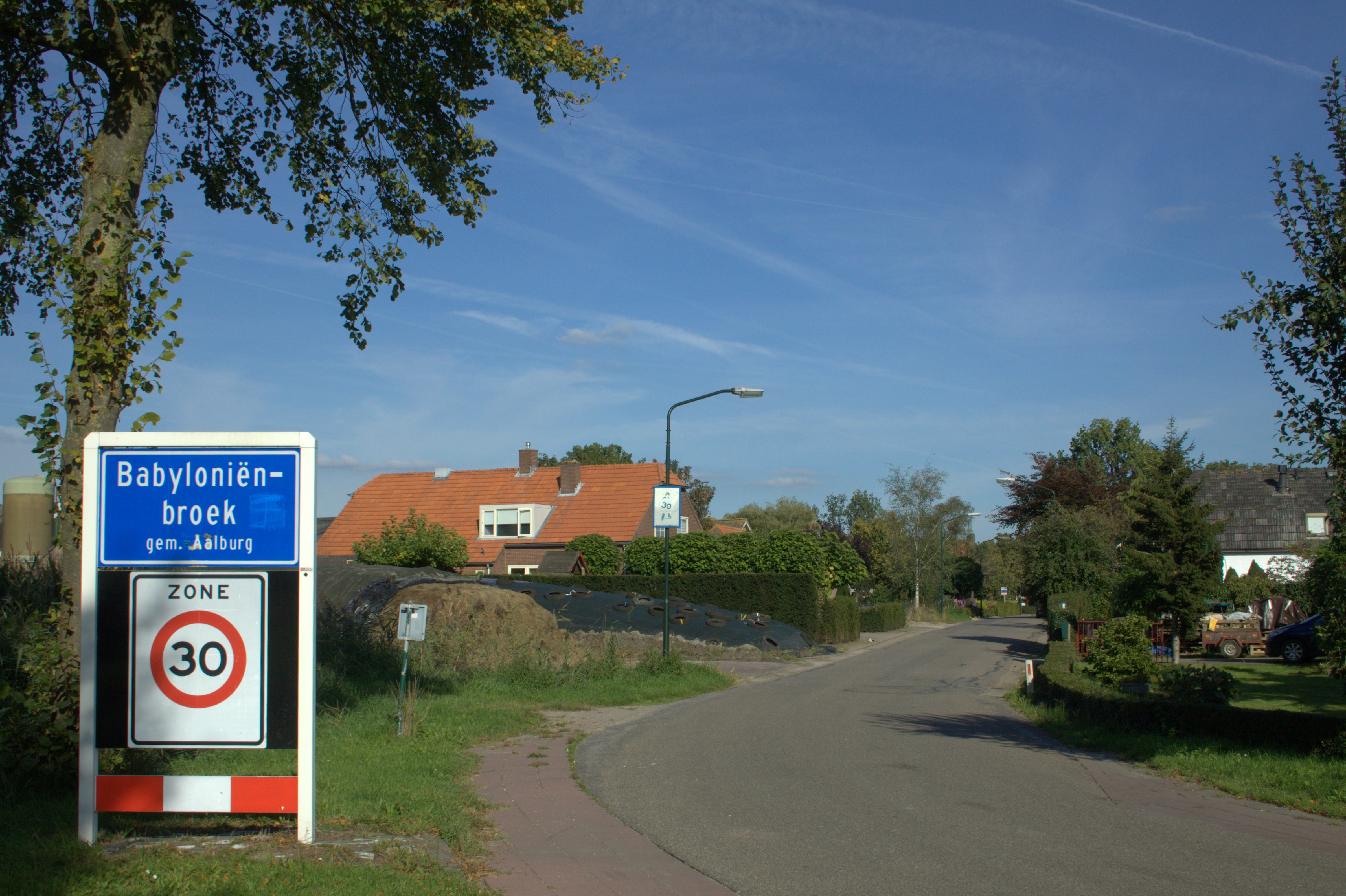
Verwendung eines Tremas in Babyloniënbroek in den Niederlanden.

In einigen Sprachen bewirkt das Trema über einem von zwei benachbarten Vokalbuchstaben eine veränderte Aussprache im Lautzusammenhang, zum Beispiel die getrennte Aussprache eines Diphthongs (Diärese) oder die Artikulation eines ansonsten stummen Vokals.
- Im Deutschen wird das Trema als Trennungszeichen nicht mehr verwendet.[4] Es konnte sich zur Kennzeichnung der Diärese auch bei Fremdwörtern wie dem griechischen Asteroid nicht durchsetzen und findet sich fast nur noch in manchen Eigennamen aus dem deutschen Sprachraum (Piëch, Noëlle, Hoëcker, Brassaï). Während bis zum Anfang des 20. Jahrhunderts eine Verwendung noch als zulässig erachtet wurde, um in einzelnen Fällen Missverständnisse auszuschließen, rieten die deutschen Rechtschreibregeln von 1902 bis 1996 von der Nutzung generell ab. So sollte statt des französischen „Zaïre“ das Wort „Zaire“ geschrieben werden (siehe Trema in der deutschen Rechtschreibung im 19. Jahrhundert). Die aktuellen Regeln seit der Rechtschreibreform von 1996 befassen sich gar nicht mehr mit dem Trema.
- Im Niederländischen wird das Trema (trema oder deelteken genannt) generell verwendet, um die vom vorhergehenden Vokal getrennte Aussprache eines Vokals zu kennzeichnen. Beispielsweise zeigt das Trema im Wort paranoïde an, dass das o und das i keinen Diphthong bilden, sondern sich als Diärese auf zwei Silben verteilen. Auch Digraphen, die für einen Monophthong stehen, werden mithilfe des Tremas aufgelöst. So steht in diëresis („Diärese“) die Buchstabenfolge ie nicht nach der allgemeinen Regel für ein langes i, sondern für einen i‑Laut, dem ein e‑Laut folgt. Daher wird das Trema auch verwendet, wenn ein verdoppelter Vokal nicht wie üblich einen Langvokal bezeichnet, sondern zweisilbisch gesprochen wird, etwa im Vornamen Aäron mit zwei gleichlautenden Anfangssilben oder im wissenschaftlichen Namen des Sternbilds Boötes („Bärenhüter“), in dem zwei getrennte o‑Laute aufeinander folgen. Folgen mehr als zwei gleiche Vokalbuchstaben aufeinander, wird das Trema in neuerer Orthographie durch einen Bindestrich ersetzt, zum Beispiel zee-eend („Meerente“) für älteres zeeëend.
- Im Französischen hat das Trema (tréma) diverse Funktionen. Auf dem Wort égoïste führt das Trema zur getrennten, zweisilbigen Aussprache der beiden Vokale (Diärese), im Kontrast zur Buchstabenkombination oi, die generell die einsilbige Aussprache [wa] hat. Weitere Beispielwörter mit silbentrennenden Tremas sind Noël, Saül und Emmaüs oder auch Capharnaüm mit der Aussprache [ɔm] am Ende.

Anders kann im Französischen das Trema auf dem e oder i auch zur Aussprache eines vorangehenden Vokals führen, wie des u im Wort aiguë, wo uë hier den Vokal u mit stummer femininer Endung -e darstellt, während das u bei der Schreibweise (Graphie) aigue ohne Trema auf dem e (nur) die Aussprache des g als [ɡ] unterstreichen würde und selbst stumm wäre, vgl. den Stadtnamen Aigues-Mortes [ɛɡˈmɔʁt]. Das Trema kennzeichnet dabei also keine besondere Aussprache des e, sondern dass die Buchstabenfolge gu nicht als Digraph zu lesen ist.
Seit der (in der Presse sowie in der Belletristik kaum beachteten) Rechtschreibreform von 1990 empfiehlt die Académie française, das Trema stets auf dem Vokal zu notieren, der tatsächlich ausgesprochen wird, also aigüe (statt aiguë) und gageüre (statt gageure); das ü wird dann wie ein übliches u (also etwa wie ein ü im Deutschen) ausgesprochen.
- Im Katalanischen, Spanischen (dort diéresis genannt) und in der brasilianischen Orthographie des Portugiesischen steht das Trema über dem Buchstaben u, wenn er auf g oder (im Katalanischen und Portugiesischen) q folgt und vor e oder i steht. In diesen Orthographien stehen gu und qu vor den Buchstaben e und i für die Laute (Phoneme) /ɡ/ und /k/, während sie vor den Buchstaben a und o für die Aussprache /ɡw/ und /kw/ stehen. Das Trema über dem u vor den Buchstaben e und i führt ebenfalls zu der Aussprache /ɡw/ und /kw/, wie:
  - Spanisch: paraguas „Regenschirm“ – paragüero „Schirmständer“, beide mit /ɡw/; gegenüber lago „See“ – laguito „kleiner See“, beide mit bloßem /ɡ/.
  - Katalanisch: llengua „Sprache“, llengües „Sprachen“, qüestió „Fragestellung, Diskussionsthema“.
- In der neugriechischen Schrift wird das Trema, dort als Dialytika (διαλυτικά) bezeichnet, verwendet, um die getrennte Aussprache von Vokalen zu kennzeichnen, zum Beispiel αϊ oder οϊ. Ohne Trema werden die Digraphen αι oder οι als einfaches /e/ oder /i/ ausgesprochen. Näheres dazu siehe unter Trema in der neugriechischen Orthographie.

### Als Bestandteil eigenständiger Buchstaben
In einigen Orthographien kommt das Tremazeichen, also der horizontale Doppelpunkt, als fester Bestandteil von eigenständigen Graphemen vor. Es bildet dann mit dem Buchstaben, über dem es steht, eine grafische Einheit. Hierdurch wird eine Erweiterung des verfügbaren Grapheminventars erreicht.

#### Kennzeichnung einer abweichenden Vokalqualität
Eine zu einem Graphem verstetigte Verbindung von Tremazeichen und Basisvokal wird insbesondere verwendet, um eine abweichende Vokalqualität zu markieren. In der deutschen Orthographie sowie in der Orthographie mehrerer skandinavischer und finno-ugrischer Sprachen steht ein so modifizierter Vokalbuchstabe für einen vorderen, im Deutschen also einen umgelauteten (gerundet bei e und i, gehoben bei a) Vokal. Für die graphemische Einordnung dieser Umlautbuchstaben sind mehrere Ansätze denkbar. In der deutschen Sprachwissenschaft werden sie heute als zumeist als komplexe Grapheme angesehen, die formal aus einem Basisvokalbuchstaben plus einem Trema aufgebaut sind. Die Darstellung mit zwei Punkten ist dabei allerdings keineswegs die einzige anzutreffende Form der Umlautzeichen (Allograph). Im deutschen Sprachraum war die Markierung der Umlaute im Frühneuhochdeutschen zunächst uneinheitlich. Ab dem 17. Jahrhundert setzte sich die Darstellung mit einem über den Vokal gestellten ‹e› durch (also etwa uͤ). Aus schreibökonomischen Gründen reduzierte sich diese Form mit der Zeit auf zwei kleine Striche bzw. Punkte. Diese Umlautpunkte sind ihrer typografischen Form nach ein Trema, haben aber eine vollkommen andere Funktion als das (im Deutschen nur noch bei Eigennamen gebräuchliche) Trema im engeren Sinne eines Trennungszeichens.
Eine Darstellung mit kleinen Strichen ist insbesondere handschriftlich bis heute weiter gebräuchlich (in Ostösterreich wird auch von ü-/ä-/ö-Stricherl gesprochen). Im Ungarischen wird in der typografischen Darstellung unterschieden: Kurze Umlaute werden mit zwei Punkten geschrieben, lange Umlaute dagegen mit Doppelakut (ő bzw. ű). Die Form der Umlautkennzeichnung ist hier also als graphematisches Merkmal zu werten, d. h., ihr kommt bedeutungsunterscheidende Funktion zu. Im Finnischen können auch Akzentzeichen (Á, Ó) anstelle der Umlautpunkte verwendet werden. Diese Schreibweise gilt aber als veraltet und wird nur noch selten in handschriftlichen Texten, sowie in der Werbung (v. a. Lichtreklame) verwendet. Im Nauruischen werden die Umlaute klassischerweise mit einer Tilde dargestellt (ã, õ, ũ), diese Schreibung ist heutzutage jedoch nicht mehr üblich.
Ein weiteres Beispiel für ein eigenständiges Graphem ist das e mit Trema (ë). In der albanischen Sprache und im Luxemburgischen steht es ebenfalls für einen eigenständigen Vokal, das Schwa, das im Albanischen wie ein offenes ö (Beispiel është), am Wortende oft auch gar nicht ausgesprochen wird (Beispiel unë). In der ladinischen Sprache steht das ë für einen stets betonten Schwa-Laut. Im kyrillischen Alphabet hat der Doppelpunkt über dem е ebenfalls die Funktion, einen anderen Laut als /e/ bzw. /je/ anzuzeigen. So wird beispielsweise im Russischen der Buchstabe Ё/ё als /jɔ/ ausgesprochen.

#### Kennzeichnung von Konsonanten
Es gibt auch Alphabete, in denen Konsonanten mit Trema vorkommen:
- Der Sindhi-Buchstabe gge des erweiterten arabischen Alphabets kann in lateinischer Umschrift mit g̈ wiedergegeben werden.
- Das ḧ und das ẍ werden sehr selten im kurdischen Kurmandschi-Alphabet verwendet, um die Soranî-Buchstaben ح bzw. غ zu transliterieren.
- Im Jakaltekischen sowie manchmal in Malagasy wird der Buchstabe n̈ für den Laut [ŋ] verwendet.
- Im Transliterationsstandard ISO 233 zur Transliteration der arabischen Schrift stellt das ẗ das arabische Tā' marbūta dar.
- Das ẅ ist im Afrika-Alphabet enthalten und wird zur Verschriftlichung einiger Minderheitensprachen Kameruns verwendet.

### Buchstaben mit Tremazeichen

#### Lateinische Buchstaben
Mit dem Tremazeichen in über-gesetzter Stellung: Ää, Ǟǟ, Ёё, Ḧḧ, Ïï, Ḯḯ, N̈n̈, Öö, Ȫȫ, Ṏṏ, T̈ẗ, Üü, Ǖǖ, Ǘǘ, Ǚǚ, Ǜǜ, Ṻṻ, Ẅẅ, Ẍẍ und Ÿÿ
Mit dem Tremazeichen in unter-gesetzter Stellung: Ṳṳ

#### Kyrillische Buchstaben
Im Kyrillischen kommt das Trema nur in über-gesetzter Stellung vor: Ӓӓ, Ӓ̄ӓ̄, Ёё, Ё̄ё̄, Ӝӝ, Ӟӟ, Ӥӥ, Її, Ӧӧ, Ӫӫ, Ӧ̄ӧ̄, Ӱӱ, Ӱ̄ӱ̄, Ӵӵ, Ӹӹ, Ӭӭ und Ӛӛ.

## Das Trema in der Datenverarbeitung

### Unicode
Die meisten Standards für Zeichensätze, darunter Unicode, unterscheiden nicht zwischen der Verwendung des Tremas als Umlaut- oder Trennungszeichen.
Im englischsprachigen Unicodestandard wird das Trema als ‚combining diaeresis‘ bezeichnet. Es hat die Unicode-Nummer U+0308. Das untergesetzte Trema (‚combining diaeresis below‘) findet sich bei U+0324.
Wenn in der Datenverarbeitung eine Unterscheidung von Umlaut und Trema (also Trennungszeichen) notwendig ist, empfiehlt ISO/IEC JTC 1/SC 2/WG 2 Folgendes:
- Darstellung des Tremas durch: Combining Grapheme Joiner (CGJ, 034F) + Combining Diaeresis (0308)
- Darstellung des Umlauts durch: Combining Diaeresis (0308)

### Eingabe

#### Deutsche Tastaturbelegung
Mit der deutschen Standard-Tastaturbelegung E1 wird das Zeichen als Alt Gr+z eingegeben (Merksatz: „z“ wie „zwei“ Punkte). Diese Kombination wirkt als Tottaste, d. h. ist vor dem Grundbuchstaben einzugeben. Mit der älteren deutschen Standard-Tastaturbelegung T2 wird das Zeichen als Alt Gr+r eingegeben.
Unter Microsoft Windows wird ein (isoliertes) Trema erzeugt, indem die Alt-Taste (Alt) gedrückt, die Unicode-Zeichen 0168 am Ziffernblock eingegeben und danach die Alt-Taste losgelassen wird. Dies gilt zum Beispiel für Text-Editoren (NotePad, TextPad, WordPad), für die DOS-Befehlszeileneingabe, zum Teil für das freie Office-Paket OpenOffice.org, die Microsoft-Office-Komponenten Excel, Access und PowerPoint sowie – bei eingeschaltetem NumLock – auch für Microsoft Word.
Bei Laptops und Kleintastaturen kann ein nicht vorhandener Ziffernblock zuweilen mit einer Funktionstaste simuliert werden.
In Microsoft Word besteht zudem die Möglichkeit, mittels der Zifferntasten den Hexadezimalwert des Zeichens 00A8 einzugeben und unmittelbar danach die Tastenkombination Alt + C (in Dialogfeldern: Alt + X) zu betätigen; die Zeichenfolge wird zum Trema ersetzt. Mittels nochmaligem Druck auf Alt + C kann wieder der Ausgangszustand hergestellt werden, es kann also hin- und hergeschaltet werden. Alternativ kann in Word das Trema auch über das Menü zum Einfügen von Sonderzeichen bzw. Symbolen erzeugt werden.
Unter macOS und Mac OS Classic erhält man das Trema durch die Eingabe von Alt+u, anschließend ‹Buchstabe› (a, e, i, o, u, y, A, E, I, O, U oder Y).
Unter Linux und BSD können Zeichen mit dem Trema durch die Tastenfolge Alt Gr+Ü, ‹Buchstabe› eingegeben werden; für Großbuchstaben zusätzlich ⇧ (Umschalt). Das ï wird also durch Alt Gr+Ü, I erzeugt.
In älteren Versionen erfolgt das durch Kompositionstaste, ", Buchstabe.

#### Schweizer Tastaturbelegung
Schweizer Tastaturen (siehe Tastaturbelegung#Schweiz) besitzen eine eigene Umlaut/Trema-Tottaste ¨. Gefolgt von a/A, o/O oder u/U erzeugt sie die entsprechenden Umlaute, gefolgt von i/I oder y/Y versetzt sie dem entsprechenden Vokal ein Trema.

### TeX und LaTeX
TeX und LaTeX können das Trema über beliebige Zeichen setzen. Dazu gibt es zwei Befehle:
- Im Textmodus für den Textsatz erzeugt \"a ein ä.
- Im mathematischen Modus erzeugt \ddot a die Formel {\displaystyle {\ddot {a}}}. Diese Notation bezeichnet in der Regel die zweite Ableitung der Variablen {\displaystyle a} nach der Zeit.

### APL
In der Programmiersprache APL ist das Zeichen ¨, gelesen Diärese, ein Operator, der seinen linken Operanden auf jedes Element seines rechten Argumentes (anstatt auf das ganze rechte Argument) anwendet. Zum Beispiel, ist (1 2) 'Beispiel' (3 4 5) ein Vektor mit den drei Elementen Vektor 1 2, Zeichenkette 'Beispiel' und Vektor 3 4 5. Dieses Vektors Form ⍴(1 2) 'Beispiel' (3 4 5) ist 3, da es sich um einen Vektor von drei Elementen handelt. Die Form von jedem Element, ⍴¨(1 2) 'Beispiel' (3 4 5) ist der Vektor der eingepackten Zahlen 2, 8, und 3, da dies die Formen der einzelnen Elemente von (1 2) 'Beispiel' (3 4 5) ist. Ferner wird die Diärese als kombinierendes Akzentzeichen in der Bildung einiger anderer Sprachsymbole wie ⍣ (Operator Potenz), ⍤ (Operator Rang) und ⍨ (Operator kommutieren) verwendet.

### HTML
Um in HTML Ä/ä, Ë/ë, Ï/ï, Ö/ö, Ü/ü und Ÿ/ÿ darzustellen, kann man folgende benannte Zeichen (Entities) benutzen:
&Xuml;, wobei X den Grundbuchstaben darstellt: &Auml; für Ä, &euml; für ë usw. Für Ẅ/ẅ, Ẍ/ẍ und ẗ stehen keine Benennungen zur Verfügung.